# Mr. Doctor
Mr. Doctor, pseudonimo di Mario Panciera (...), è un cantante, compositore e musicista italiano. È stato fondatore e leader del gruppo rock sperimentale Devil Doll. A partire dalla seconda metà degli anni '90, il gruppo ha cessato di rendere disponibile al pubblico il proprio materiale e nel 2007 la vera identità di Mr. Doctor è stata svelata.

## Biografia
Mr. Doctor reclutò i membri dei Devil Doll attraverso un annuncio su un giornale nel marzo del 1987 che recitava:
(Mr. Doctor)
Tra aprile e giugno videro la luce due formazioni a nome Devil Doll: una in Italia a Venezia e una in Slovenia a Lubiana.
Già a dicembre il gruppo registrò l'album The Mark of the Beast nei Tivoli Studios di Lubiana. L'album sarebbe stato però stampato nel 1988 in un'unica copia, con copertina disegnata a mano, in possesso del solo Mr. Doctor. L'ingegnere del suono Jurij Toni (noto per il suo lavoro con i Laibach) manifestò disappunto per la scelta di non immettere l'album in commercio, ma rimase stupito dalle qualità artistiche del gruppo e dalle capacità interpretative di Mr. Doctor, decidendo di curare tutte le uscite successive.
Nel 1988 vide la luce The Girl Who Was... Death, il primo album disponibile al pubblico, ispirato alla serie televisiva degli anni settanta Il prigioniero.
A novembre dello stesso anno venne formata la Hurdy Gurdy Records, casa discografica il cui nome e logo vennero ideati dallo stesso Mr. Doctor. Questa etichetta si sarebbe occupata di gestire l'intero mercato discografico dei Devil Doll negli anni a seguire.
La fama della band crebbe accresciuta dalle rarissime esibizioni dal vivo e dalle successive uscite discografiche: Eliogabalus (1990), Sacrilegium (1992), The Sacrilege of Fatal Arms (1993) e Dies Irae (1996).
Le tracce di Mr. Doctor cominciarono a perdersi già nel 1992 quando, in seguito a un taglio non desiderato di una sua intervista su una rete televisiva slovena, chiuse i rapporti con la stampa. Da quel giorno le notizie sui Devil Doll divennero sempre più diradate fino a che, dopo l'uscita di Dies Irae, non se ne ebbero più.
Quest'ultimo lavoro rischiò peraltro di non vedere mai la luce, a causa di un incendio nei Tivoli Studios che distrusse lo studio e i nastri, e solo una massiccia pressione del produttore e dei fan portò a non abbandonare il lavoro e a inciderlo nuovamente in uno studio differente.
Nell'ottobre del 2007 Mario Panciera, autore di un libro sul punk inglese intitolato 45 Revolutions, è stato intervistato dalla rivista slovena Dnevnik e, nel rispondere a un'osservazione dell'intervistatore, ha ammesso di aver utilizzato in passato lo pseudonimo di Mr. Doctor.

## Discografia parziale

### Discografia con i Devil Doll

#### Album
- 1989 - The Girl Who Was... Death
- 1990 - Eliogabalus
- 1992 - Sacrilegium
- 1993 - The Sacrilege of Fatal Arms
- 1996 - Dies Irae